# Витебско-могилёвская группа говоров

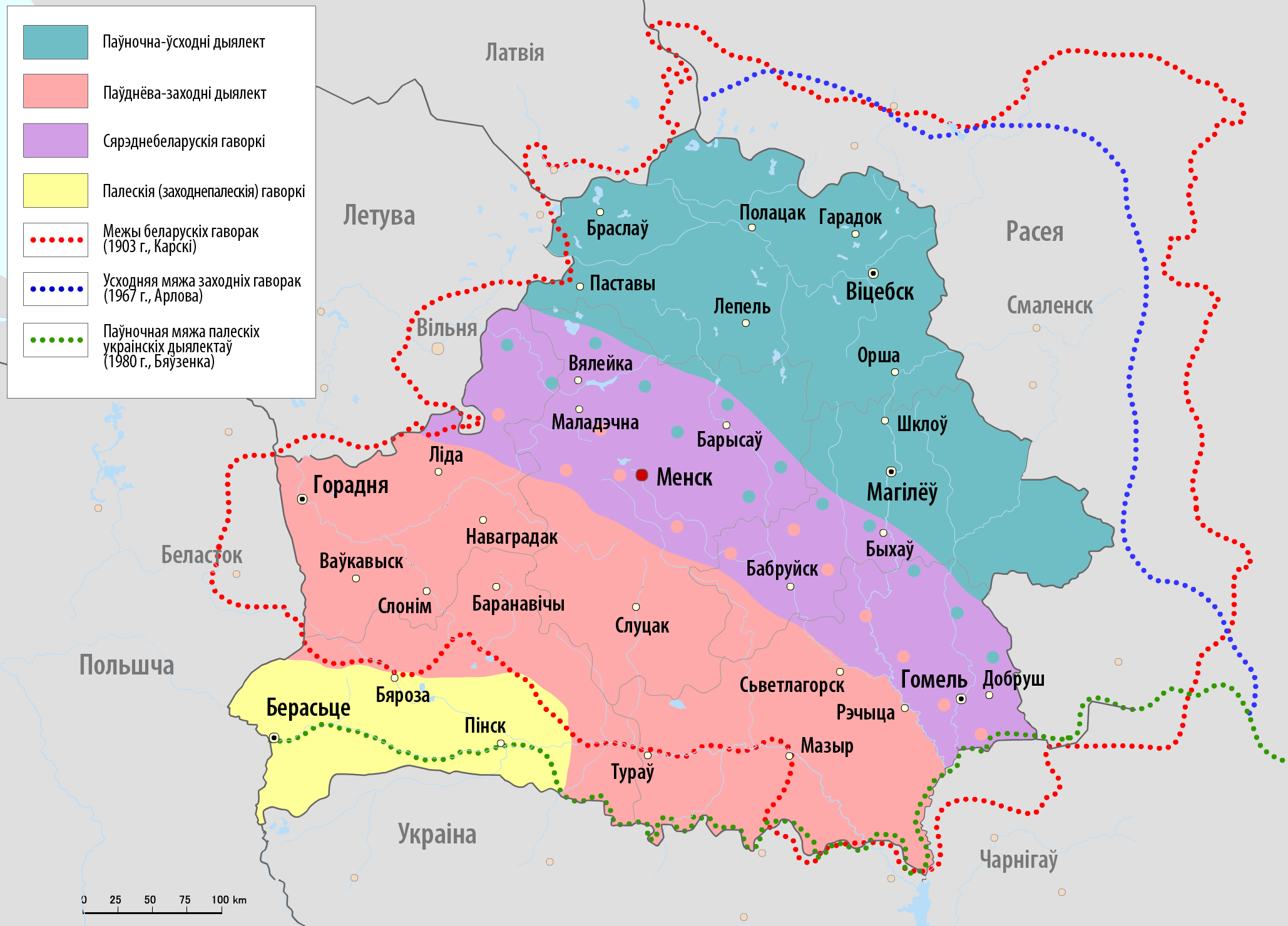
Диалекты белорусского языка

Ви́тебско-могилёвская гру́ппа го́воров (бел. віцебска-магілёўская група гаворак) — одна из групп говоров северо-восточного диалекта белорусского языка, ареал которой размещён на северо-востоке Беларуси (в восточных районах Витебской и Могилёвской области). В пределах северо-восточного диалекта витебско-могилёвская группа говоров противопоставлена полоцкой.

## Классификация и изоглоссы диалектных зон
В составе витебско-могилёвской группы выделяют витебские говоры (в северной части ареала группы) и восточно-могилёвские говоры (в южной части).
Ареал витебско-могилёвской группы говоров объединяется рядом общих диалектных явлений (наличием явлений восточной диалектной зоны и отсутствием явлений западной диалектной зоны) с говорами восточной части белорусского языкового ареала — с восточными полоцкими говорами северо-восточного диалекта, с восточными среднебелорусскими говорами и с говорами слуцко-мозырской группы юго-западного диалекта.
Кроме того, по витебско-могилёвскому ареалу проходит пучок изоглосс юго-восточной диалектной зоны, разделяющий витебские и восточно-могилёвские говоры — диалектные явления данной зоны включаются в языковую характеристику могилёвских говоров и отсутствуют в витебских.
Для всего витебско-могилёвского ареала характерно отсутствие черт центральной и северо-западной диалектных зон.

## Область распространения
Область распространения витебско-могилёвской группы говоров размещается в северо-восточной части Беларуси. Согласно современному административному делению Республики Беларусь витебско-могилёвские говоры занимают восточные районы Витебской области (ареал витебских говоров) и восточные районы Могилёвской области (ареал восточно-могилёвских говоров). Наиболее крупными населёнными пунктами на этой территории являются города Витебск, Орша и Новополоцк. Переходные белорусско-южнорусские говоры, связывающие ареалы белорусской витебско-могилёвской группы и южнорусской западной группы размещены в ряде районов России, приграничных с Беларусью — на юго-западе Псковской, на западе Смоленской и на севере Брянской области.
На севере и востоке витебско-могилёвские говоры граничат с западными говорами южнорусского наречия. На юге к ареалу витебско-могилёвской группы говоров примыкает ареал среднебелорусских говоров, на западе — ареал говоров полоцкой группы северо-восточного белорусского диалекта.

## Особенности говоров
Говорам витебско-могилёвской группы присуще большинство языковых особенностей северо-восточного диалектного ареала белорусского языка, в том числе:
1. Диссимилятивное аканье — произношение безударного гласного [ъ] ([ы]) в соответствии /а/ в первом предударном слоге в положении перед ударным [á]: в[ы]дá / в[ъ]дá (бел. литер. вада «вода») и произношение гласного [а] в соответствии /а/ перед остальными ударными гласными: в[а]ды́, в[а]дý, в[а]дз’é, в[а]дóй. Яканье — произношение гласного [’i] ([ь]) в соответствии /а/ после мягких согласных перед ударным [á] в первом предударном слоге: [в’i]снá / [в’ь]снá (бел. литер. вясна́ «весна») и произношение гласного [’а] в соответствии /а/ в первом предударном слоге перед остальными ударными гласными: [в’а]сны́, [в’а]снý, [в’а]сн’é, [в’а]снóй.
2. Совпадение гласных /о/ и /а/ в звуке [а] в конечном безударном открытом слоге: мнóг[а] (бел. литер. многа «много»), с’éн[а] (бел. литер. сена «сено»), дарóг[а] (бел. литер. дарога «дорога»).
3. Произношение [е] на месте /ê/ в позиции под ударением: л’[е]с (бел. литер. лес «лес»).
4. Произношение [о] на месте /o/ и [’е], [о] на месте /e/ в закрытом ударном слоге: кон’ (бел. литер. конь «конь»), п’еч (бел. литер. печ «печь»), н’ос (бел. литер. нёс «нёс»);
5. Наличие окончания -ой у существительных женского рода в форме творительного падежа единственного числа: сц’анóй (бел. литер. сцяной «стеной»), з’амл’óй (бел. литер. зямлёй «землёй»);
6. Наличие окончания -ы у существительных среднего рода в форме именительного падежа множественного числа: с’óлы (бел. литер. сёлы «сёла»), во́кны (бел. литер. вокны «о́кна»), аз’óры (бел. литер. азёры «озёра»); наличие окончания -ы, -i у существительных мужского рода в форме именительного падежа множественного числа: гарады́ (бел. литер. гарады «города́»), кавал’í (бел. литер. кавалі «кузнецы»), нажы́ (бел. литер. нажы «ножи»).
7. Распространение у прилагательных и местоимений мужского и среднего рода в форме предложного падежа единственного числа окончания -ым: аб малады́м (бел. литер. аб маладым «о молодом»), у ты́м (бел. литер. у тым «в том»).
8. Наличие окончания -iм у глаголов в форме 1-го лица множественного числа II спряжения: гл’адз’íм (бел. литер. глядзім «смотрим»), рóб’iм (бел. литер. робім «делаем»).
9. Образование форм глаголов будущего времени с помощью вспомогательного глагола быць «быть»: бу́ду раб’íц’ (бел. литер. буду рабіць «буду делать»), бу́ду чыта́ц’ (бел. литер. буду чытаць «буду читать»).
10. Распространение словообразовательного типа существительных на -онак: дз’iц’óнак (бел. литер. дзіця «ребёнок»), ц’ал’óнак (бел. литер. цялё «телёнок»).
11. Распространение таких слов, как ву́тка (бел. литер. качка «утка»), пýн’а («сенной сарай, хлев»), кут (бел. литер. кут «угол»), л’éмеш / л’aмéш (бел. литер. лямеш «лемех»), ла́пік (бел. литер. латка «заплатка, кусочек»), бýл’ба (бел. литер. бульба «картофель»), дз’iрвáн («земля, густо поросшая травой»), пам’óт (бел. литер. памёт «помёт») и т. д.

Кроме того, в пределах северо-восточного диалекта витебско-могилёвские говоры по отношению к полоцким характеризуются такими соотносительными диалектными различиями, как:
1. Последовательное диссимилятивное аканье при непоследовательном в полоцких говорах. Последовательное диссимилятивное аканье также характерно для соседних смоленских говоров.
2. Отсутствие чередования заднеязычных согласных /г/ ~ /з’/, /к/ ~ /ц/, /х/ ~ /с’/ у существительных женского рода в форме дательного и предложного падежей: дуга́ (бел. литер. дуга «дуга») — дуг’é (бел. литер. дузе), рука́ (бел. литер. рука «рука») — руке (бел. литер. руцэ), страха́ (бел. литер. страха «кровля») — страх’é (бел. литер. страсе). В то же время чередование /г/ ~ /з’/, /к/ ~ /ц/, /х/ ~ /с’/ характерно для говоров полоцкого ареала: дуга́ — дуз’é, рука́ — руце́, страха́ — страс’é. Отсутствие данной черты сближает витебско-могилевский ареал с русским языком и противопоставляет его остальным белорусским говорам и белорусскому литературному языку.
3. Наличие у прилагательных женского рода в форме родительного и дательного падежей единственного числа окончания -ей (в витебских говорах) и окончания -ый (в могилёвских говорах): у маладе́й (бел. литер. у маладой «у молодой»), аб маладе́й (бел. литер. аб маладой «о молодой»); у малады́й, аб малады́й. В полоцких говорах при этом распространено окончание -ой: у маладо́й, аб маладо́й и т. д.